# 제비 이씨
제비 (齊妃, 1676년 ~ 1737년) 이씨는, 지부 이문의 딸이자, 황2녀 화석회각공주, 홍분, 황2자 홍윤, 황3자 홍시의 생모이자, 옹정제의 비이다.

## 어린 시절
강희 15년 (1676년)에 태어났다. 이씨는 내무부 수녀선발에서 패륵 윤진의 시첩으로 지목되었다. 강희 34년 (1695년) 7월 6일, 패륵 윤진의 차녀인 화석회각공주를 낳았다. 회각공주는 옹정제의 모든 황녀 중 유일하게 성년이 된 딸이다.
강희 36년 (1697년) 6월 2일, 이씨는 패륵 윤진의 아들인 홍분을 낳았지만, 홍분은 강희 38년 2월 29일에 일찍 요절했다. 강희 39년 8월 8월 7일, 윤진의 둘째 아들인 홍윤 (강희 49년 병사, 향년 11세)을 낳았다.
강희 43년 (1704년) 2월 13일, 패륵 윤진의 3남 홍시를 낳았다. 이씨의 세 아들 중, 홍시만이 성년이 될 때까지 살았고, 옹정제가 즉위할 당시, 희비의 아들 홍력보다 형인 유일한 사람이자, 옹정제의 서장자였다. 홍시의 어렸을 적 계몽선생이 윤진에게 양백기 기하속인 하청의 마음은 홍시의 학업에 전혀 없었다. 옹정제는 하청이 입만 놀려 황자의 공부를 다 그르쳤다고 원망했다.
강희 45년, 옥첩에는 이씨에 대한 기록이 「시첩 이씨, 이문벽의 딸」이라는 기록 외에는 거의 없다. 이문벽 (이문환)은 지부의 직함을 달지 않고, 당시 그가 아무런 직함이 없었다는 것을 나타낸다. 『애신각라종보』에 기록된 이문정의 지부 직함은 옹친왕이 출연하여 기부한 것일 수 있다.

## 말기 생애
강희 61년 11월 (1722년)에 남편 윤진이 옹정제로 즉위한다. 옹정 원년 (1723년) 1월 26일, 태감 정진충은 저장성 순무의 관아 밖으로 나가, 궁중의 이낭(李郞)에 의해 오대, 김정, 남해 등에 보내져 마부와 말을 요구했다. 옹정제는 정진충을 여러 번 도망친 상습법이라며 성문에 영원한 멍에를 씌웠다. 정진충이 제비 모자의 지시로 출궁했는지는 입증되지 않았다.
옹정 원년 2월 갑인일, 옹정제는 예부에 적복진 오랍나랍씨를 황후로 봉한다고 전했다. 같은 달 갑자일에는 측복진 연씨, 이씨, 격격 뉴호록씨 등이 비로 봉해졌다. 이씨의 봉호는 제비(齊妃)이다. 내무부는 17일, 제비의 처가 식구인 출기 (기를 고치는 것)를 포의 기적에서 나와 기인으로 승격시키는데 양황, 정백, 양백, 정람 4개의 기 중 하나를 옹정제에게 골라달라고 요청했다. 내무부 대신 아래는 황제의 유지를 잘 따르는 것 외에 세종 상지순좌가 거느린 한가한 이매도 제비의 친정식구로써 이탄의 족속을 기정할 것인지를 일깨워 황제의 회답을 기다렸지만, 옹정제는 포의 기적에서 일반 기인으로 올리는 내무부의 건의를 받아들이지 않고, 주필로 이 대목을 호되게 그었다.
옹정 원년 12월, 나랍씨를 정식으로 황후로 책봉하였다. 측복진 이씨는 같은 날 제비로 정식 책봉되었다. 책문에는 『朕惟教始宮闈，端重肅雝之範；禮崇位號，實資翊贊之功；錫以綸言，光茲懿典。咨爾妃李氏，持躬淑慎，秉性安和，納順罔愆，合珩璜之矩度，服勤有素，膺褕翟之光榮，曾仰承皇太后慈諭以冊印封爾為齊妃，爾其益懋溫恭，尚祗承夫嘉命，彌懷謙抑，庶永集夫繁禧，欽哉』 이렇게 쓰여 있다. 제비의 지위는 홍력 건륭제의 생모인 희비 뉴호록씨보다 높다. 특히 제(齊)자의 만문은 "멋있다"와 "염려하다"는 뜻을 갖고있다. 이는 훗날 가경제의 화비가 갖고 있는 봉호의 만문의 의미와 같다.
옹정 2년 (1724년) 겨울, 제비의 아들 홍시는 스승 왕무가 고향으로 돌아가던 중, 연갱요의 집에서 은 1만냥을 빌려 죗값을 치르게 한 후, 옹정제 5년 (1727년)에 더 많은 잘못을 저질렀다는 이유로 옹정제에 의해 황실 종적이 박탈되고 옥사하였다. 제비는 그의 생모이기도 하지만, 그의 누명을 벗기지 못하고 그를 황위에 오르지도 못하였다.
옹정 13년 (1735년) 10월, 건륭제 홍력이 즉위하자, 홍시의 황실 종적을 되찾았다. 건륭 2년 (1737년) 4월 1일, 제비는 병이 깊어 오룡정으로 이주했다. 이날 건륭제는 황태후의 의지를 받들어 오룡정을 찾아 제비의 병문안을 했다. 4월 8일, 제비가 병사하자 건륭제는 직접 오룡정 제비의 영구를 안치하기 위해 술을 올렸다.

## 제비가 나온 영상매체
| 년도 | 제목              | 배우   | 비고                              |
| ---- | ----------------- | ------ | --------------------------------- |
|      | 재자가인 건륭황제 | 채가굉 | 영진 텔레비전 영화 (화보 첫 방송) |
| 2010 | 후궁견환전        | 장아맹 | 북경텔레비전아트센터              |